# Panské lúky
Panské lúky este o arie protejată (arie specială de conservare — SAC, sit de importanță comunitară — SCI) din Slovacia întinsă pe o suprafață de 68,71 ha, integral pe uscat.

## Localizare
Centrul sitului Panské lúky este situat la coordonatele 48°06′10″N 18°02′23″E / 48.102778°N 18.039722°E.

## Înființare
Situl Panské lúky a fost declarat sit de importanță comunitară în aprilie 2004 pentru a proteja 1 specie de animale. Situl a fost protejat și ca arie specială de conservare în martie 2004.

## Biodiversitate
Situată în ecoregiunea panonică, aria protejată conține 2 habitate naturale: Stepe și mlaștini sărate panonice, Pășuni continentale udate de apa mării.
La baza desemnării sitului se află o specie protejată de  amfibieni: buhai de baltă cu burta roșie (Bombina bombina).
Pe lângă speciile protejate, pe teritoriul sitului au mai fost identificate 8 specii de plante, 2 specii de amfibieni, 1 specie de mamifere, 1 specie de reptile.